# Apollo 4
Apollo 4 var en obemannad flygning i Apolloprogrammet som sköts upp 9 november 1967, och den första flygningen med Saturn V-raketen - den största raket som någonsin byggts. Det var även den första flygningen från Plattform 39A, som byggts speciellt med tanke på Saturn V-raketen.

## Huvuduppdrag
Eftersom det var den första flygningen för Saturn V-raketen, och inga individuella komponenttester hade genomförts, var detta den första flygningen för alla tre raketstegen (S-IC, S-II och S-IVB). Denna flygning skulle också ge mycket information för framtida månlandningar. Det var den första gången en Apollokapsel skulle återinträda i atmosfären i hastigheter motsvarande de som kunde förväntas av en kapsel på väg tillbaka från månen.
Apollo 4 hade två nyttolaster ombord:
- CSM-017 var en modell av rymdfarkosten som i framtiden skulle kunna ta astronauter till månen.
- LTA-10R var en modell av månlandaren, använd som barlast. Viktfördelningen var dock identisk med den riktiga landaren.